# Nestor Makhno
Nestor Ivanovitch Makhno (26 de outubro de 1888 — 6 de julho de 1934), também conhecido como Bat'ko Makhno ("Pai Makhno"), foi um revolucionário anarco-comunista ucraniano e comandante do Exército Insurgente Makhnovista durante a Revolução Ucraniana e a Guerra de Independência da Ucrânia.
Constituiu a Makhnovtchina, movimento social de massas com princípios anarquistas, que combateu o Exército Branco czarista, que tentou invadir a Ucrânia durante a Guerra Civil Russa, tendo eventualmente se aliado ao Exército Vermelho dos bolcheviques para tanto. Finda a guerra civil, sua milícia foi declarada ilegal e seus membros foram presos, deportados ou executados. Conseguiu fugir para a Roménia com um pequeno grupo de militantes, e se exilou na França até sua morte.
Durante seu exílio em Paris, Makhno manteve contato com outros anarquistas famosos, dentre os quais Alexander Berkman e Buenaventura Durruti.

## Ataques do Exército Branco e Vermelho
A hostilidade bolchevique a Makhno e seu exército anarquista aumentou após a deserção de 40 mil tropas do Exército Vermelho na Crimeia ao Exército Negro, em julho de 1918. A Confederação Anarquista Ucraniana foi banida e o Terceiro Congresso (especificamente Pavel Dybenko) declarou que os anarquistas ucranianos eram bandidos e contrarrevolucionários.
Para resolver o impasse, Vladimir Lenin enviou Lev Kamenev para a Ucrânia, que teve uma cordial entrevista com Makhno. Depois da partida de Kamenev, Makhno afirmou ter interceptado duas mensagens bolcheviques, a primeira com uma ordem para o Exército Vermelho atacar os Makhnovistas, a segunda ordenando o assassinato de Makhno. Logo após o IV Congresso, Trotsky enviou uma ordem para prender todos os  congressistas pertencentes a Confederação Anarquista Ucraniana. Perseguidos também por forças do Exército Branco, Makhno e o seu exército recuaram ainda mais para o interior da Ucrânia. Em 1919, o Exército Negro virou-se para o leste enfrentando as forças Brancas em uma ofensiva em grande escala que surpreendeu o general Denikin, fazendo com que este fosse obrigado a recuar. Dentro de duas semanas, Makhno e o Exército Negro tinham recapturado todo o sul da Ucrânia.
Quando quase metade das tropas de Makhno foram afetadas por uma epidemia de tifo, Trotsky reiniciou as hostilidades, e a Cheka enviou dois agentes para assassinar Makhno, mas estes foram capturados e, depois de confessarem, foram executados. Em fevereiro de 1920, a região do Território Livre Makhnovista  foi invadida pelas tropas vermelhas, incluindo a 42a Divisão de rifles, e pela Divisão Letónia & Estónia, em um total de pelo menos 20 mil soldados. Viktor Belash nota que, mesmo no pior momento para o exército revolucionário anarquista, ou seja, no início de 1920, "Na maioria dos casos, os soldados do Exército Vermelho capturados eram libertados". Os fatos confirmam que Makhno realmente libertava os soldados do Exército Vermelho capturados. Isto é confirmado, quando no início de fevereiro de 1920, os rebeldes desarmaram os 10 000 homens da divisão Estónia em Huliaipole. Deve-se acrescentar que o Exército Insurgente Revolucionário da Ucrânia incluía um coro de músicos da Estónia, o que possivelmente favoreceu isto. O problema fora agravado pela alienação dos estonianos, devido o inflexível chauvinismo russo de Anton Denikin e a sua recusa em lutar ao lado de Nikolai Yudenich.
Houve uma nova trégua entre as forças Makhnovista e o Exército Vermelho em outubro de 1920, em face de um novo avanço do Exército Branco de Wrangel. Enquanto Makhno e os anarquistas estavam dispostos a ajudar a expulsar o Exército Branco do sul da Ucrânia e da Crimeia, eles desconfiavam do governo bolchevique em Moscou. No entanto, depois que o governo bolchevique concordou em perdoar  todos os prisioneiros anarquistas na Rússia, foi assinado um tratado formal de aliança.
No final de 1920, Makhno tinha parado com sucesso o avanço na Ucrânia, a partir do sudoeste, do Exército Branco do general Wrangel, capturando 4 000 prisioneiros e grandes estoques de munições, e impedindo que este ganhasse o controle da importante safra de grãos da Ucrânia. Entre seus principais subordinados destacam-se Simon Karetnik e Fedir Shchus. Posteriormente, depois de transferirem forças da frente polaco-soviética, unidades do Exército Vermelho também participaram da campanha perseguindo o restante das forças de Wrangel. Ao final, Makhno e os anarquistas mantiveram suas principais estruturas políticas, recusando exigências para se juntar ao Exército Vermelho, para realização de eleições supervisionadas pelos bolcheviques e para aceitar comissários políticos bolcheviques. O Exército Vermelho aceitou temporariamente estas condições, mas dentro alguns dias deixou de fornecer aos Makhnovistas suprimentos básicos, tais como cereais e carvão.
Quando as forças do Exército Branco do general Wrangel foram decisivamente derrotadas em novembro de 1920, os comunistas imediatamente procuraram eliminar Makhno e os anarquistas mais uma vez. Depois de recusar uma ordem direta do governo bolchevique para dissolver seu exército anarquista, Makhno interceptou três mensagens de Lenin para Christian Rakovski, o dirigente da União Soviética da Ucrânia bolchevique com base em Kharkiv. As ordens de Lenin eram para prender todos os membros da organização de Makhno e julgá-los como criminosos comuns. Em 26 de novembro de 1920, menos de duas semanas depois de ajudar as forças do Exército Vermelho a derrotar o Exército Branco, membros alto comando de Makhno e muitos de seus comandantes subordinados foram presos em uma conferência organizada pelo Exército Vermelho, para a qual tinham sido convidados, sendo logo a seguir executados. No mesmo dia o  Exército Vermelho e as brigadas especiais punitivas da Cheka atacaram todas as posições do exército negro na Crimeia. Makhno conseguiu escapar, mas foi logo forçado a recuar com suas tropas, quanto uma grande parte do Exército Vermelho foi trazido para sufocar não só os Makhnovistas, mas todos os anarquistas, até mesmo os seus admiradores e simpatizantes.

## Obras
Dentre suas obras, destaca-se a Plataforma Organizacional dos Comunistas Libertários, publicada em 1926 pelo grupo de anarquistas russos exilados Dêlo Trudá (A Causa dos Trabalhadores), do qual fez parte. Neste trabalho, os autores procuraram analisar a experiência dos anarquistas durante a Revolução Russa de 1917 e as razões pelas quais a ditadura comunista pôde se impor. Identificando a desorganização do movimento como uma das causas principais de sua derrota, eles sugeriram a formação de uma "União Geral dos Anarquistas", que seria baseada em quatro princípios: unidade teórica, unidade tática, responsabilidade coletiva e federalismo.
Esta obra foi criticada por outros anarquistas (por exemplo, Errico Malatesta), que a consideraram autoritária e impraticável para tentar criar uma unidade teórica e organizacional.

## Legado
Em 2006 o canal televisivo russo ORT lançou a minissérie As nove vidas de Nestor Makhno contando a saga do revolucionário ucraniano e seu exército negro. Do contexto miserável de seu nascimento às batalhas contra os exércitos branco e vermelho. A minissérie, dirigida por Mukola Nikolai Kaptan, foi dividida em doze partes, sendo também veiculada em outras partes do mundo pelo canal RTVi na segunda metade daquele mesmo ano.